# (370) Modestia
(370) Modestia est un astéroïde de la ceinture principale découvert par Auguste Charlois le 14 juillet 1893.